# Exerzierplatz (Pirmasens)

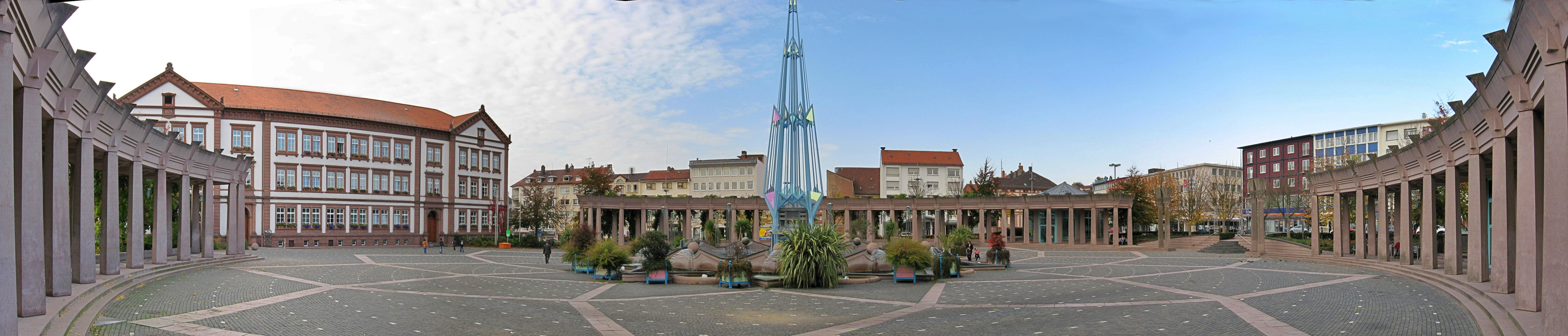
Panorama des Exerzierplatzes

Der Exerzierplatz in Pirmasens wurde unter Landgraf Ludwig IX. von Hessen-Darmstadt im Norden der Innenstadt angelegt.

## Geschichte
Der Platz entstand im 18. Jahrhundert, als Landgraf Ludwig IX. (1719–1790) Pirmasens zur Garnison ausbauen ließ, als Aufmarschplatz für dessen Soldaten; damals war er dreimal so groß wie heute. In den Jahren 1878 und 1879 wurde auf der Westseite des Platzes die Exerzierplatzschule errichtet; seit dem Wiederaufbau nach den Zerstörungen im Zweiten Weltkrieg ist die Schule das Neue Rathaus. Ab den 1880er Jahren wurde der Platz im Norden und Süden teilweise bebaut. Statt von der Ringstraße wurde er fortan nördlich und südlich von der Exerzierplatzstraße begrenzt. Der verbleibende Platz wurde zum von Kastanien umstandenen Schmuckplatz.
In der Zeit des Nationalsozialismus wurde der Exerzierplatz wieder als Aufmarschplatz benutzt. Während der Luftangriffe auf Pirmasens in den Jahren 1944 und 1945 war das Einzugsgebiet des Platzes mehreren Bombardierungen ausgesetzt, sodass die Mehrzahl seiner umliegenden Gebäude zerstört wurde. Nach dem Krieg fand auf dem Platz der Wochenmarkt statt, vor allem aber war er Parkplatz.
Oberbürgermeister Karl Rheinwalt regte 1989 eine Neugestaltung des Platzes an, da der Parkplatz durch eine Tiefgarage mit 600 Stellplätzen unter dem Platz ersetzt werden sollte. Der Bau der Tiefgarage begann im Jahr 1990. Weil der Investor, ein schwäbisches Unternehmen, aus Kostengründen auf eine Sprinkleranlage verzichtete, ergab sich ein 18 Meter durchmessendes Loch inmitten des Platzes für die notwendige Entrauchung. Die Platzgestaltung der Oberfläche hatte das Loch zu berücksichtigen. Die Tiefgarage kostete 23 Millionen Mark, die der Investor über die Parkgebühren finanzieren wollte.
In einem Architektenwettbewerb für die Neugestaltung setzte sich 1990 Rob Krier durch. Nach der Fertigstellung der Tiefgarage im Jahr 1992 entschieden sich Oberbürgermeister und Stadtrat für die Ausführung des drittplatzierten Entwurfs von Paolo Portoghesi im Stil der Postmoderne. Die auf den Petersplatz und das Kapitol bezugnehmende Platzgestaltung des römischen Architekten wurde zum Erbauungszeitpunkt kontrovers diskutiert. Kritisiert wurden insbesondere die hohen Kosten von 15 Millionen Mark, die zu drei Vierteln vom Land Rheinland-Pfalz übernommen wurden. Als Material wurden weißer Marmor aus Italien, schwarzer Basalt aus Vietnam und Betonfertigteile aus Belgien verwendet. Die Umgestaltung war 1995 abgeschlossen, die offizielle Einweihung wurde am 16. September des Jahres mit einem Fest gefeiert.

Stadtplan von ca. 1790, gezeichnet von Johann Michael Petzinger, links der Exerzierplatz
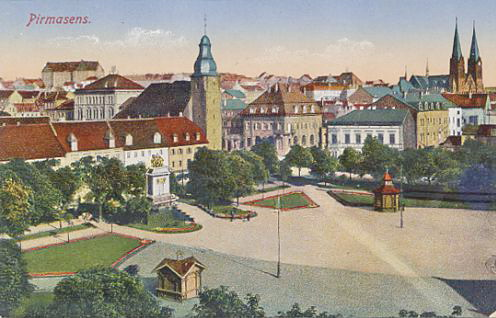
Der Exerzierplatz um 1910, im Hintergrund der Turm der Johanneskirche und die Bayerische Staatsbank

## Nutzung

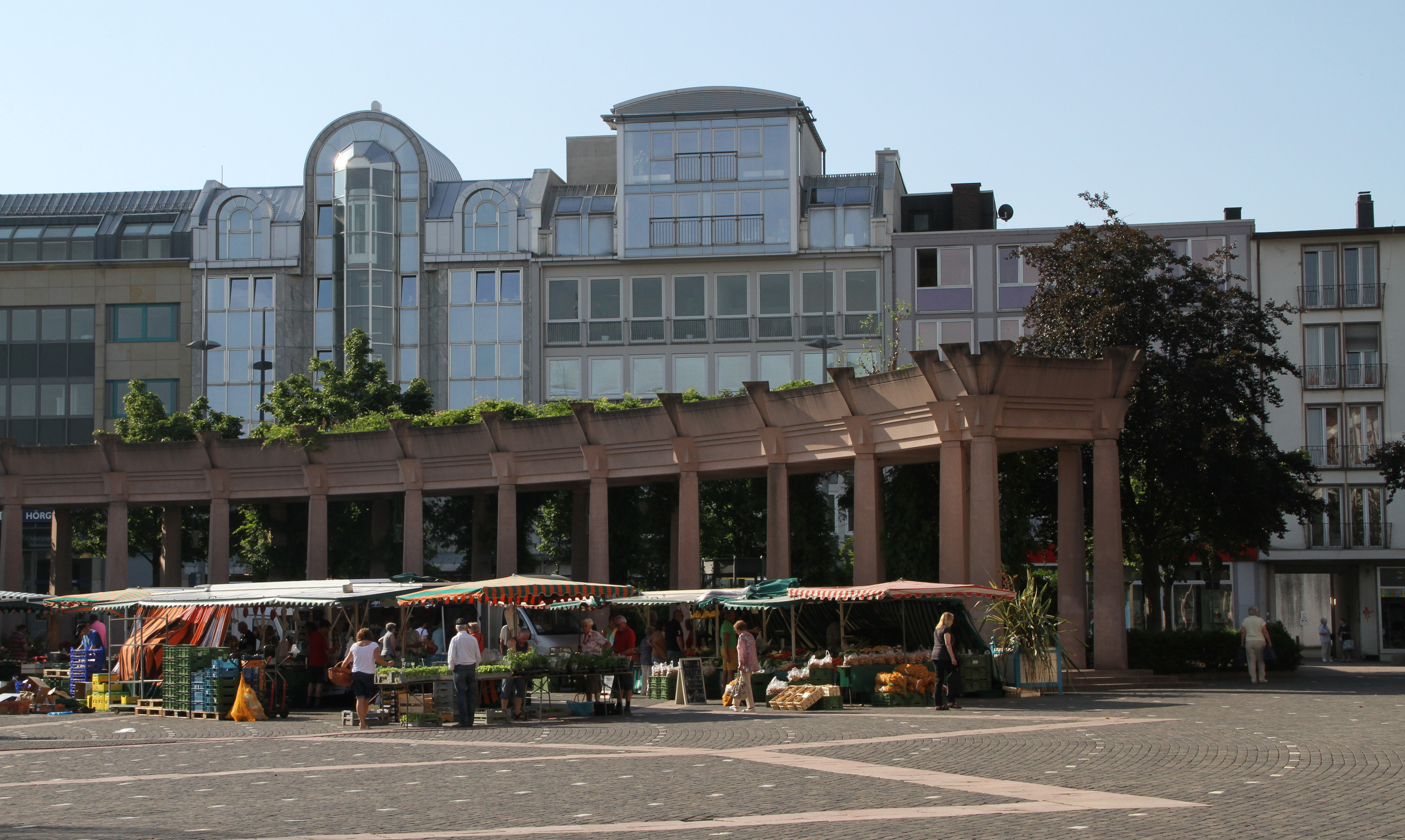
Wochenmarkt auf dem Exerzierplatz

Auf dem Platz finden regelmäßig Stadtfeste sowie dienstags, donnerstags und samstags der Wochenmarkt statt.

## Verkehr
Der Exerzierplatz ist der Mittelpunkt im öffentlichen Nahverkehr der Stadt. Sowohl die von 1905 bis 1943 verkehrende Straßenbahn Pirmasens als auch der von 1941 bis 1967 bestehende Oberleitungsbus Pirmasens führten über ihn. Das Busliniennetz der Stadtwerke Pirmasens Verkehr hat seinen Mittelpunkt am Rand des Exerzierplatzes an der südlichen Exerzierplatzstraße.